# Aplington
Aplington ist eine Kleinstadt (mit dem Status „City“) im Butler County im US-amerikanischen Bundesstaat Iowa. Das U.S. Census Bureau hat bei der Volkszählung 2020 eine Einwohnerzahl von 1.116 ermittelt.

## Geografie
Aplington liegt im mittleren Nordosten Iowas am Beaver Creek, der über den Cedar River und den Iowa River zum Stromgebiet des Mississippi gehört. Dieser bildet rund 170 km östlich die Grenze Iowas zu Wisconsin und Illinois. Die Grenze zu Minnesota verläuft rund 120 km nördlich von Aplington.
Die geografischen Koordinaten von Aplington sind 42°35′03″ nördlicher Breite und 92°53′04″ westlicher Länge. Die Stadt erstreckt sich über eine Fläche von 2,15 km² und ist die größte Ortschaft in der Monroe Township.
Nachbarorte von Aplington sind Allison (26,6 km nordnordöstlich), Parkersburg (8,6 km östlich), Stout (20,1 km ostsüdöstlich), Wellsburg (20,9 km südsüdwestlich), Ackley (17,2 km westsüdwestlich), Kesley (10,9 km nordnordwestlich) und Dumont (25,6 km in der gleichen Richtung).
Die nächstgelegenen größeren Städte sind Dubuque an der Schnittstelle der Staaten Iowa, Wisconsin und Illinois (199 km östlich), Waterloo (52,8 km ostsüdöstlich), Cedar Rapids (143 km südöstlich), die Quad Cities in Iowa und Illinois (270 km in der gleichen Richtung), Iowas Hauptstadt Des Moines (150 km südsüdwestlich), die Twin Cities in Minnesota (Minneapolis und Saint Paul) (302 km nördlich), Rochester in Minnesota (184 km nordnordöstlich), La Crosse in Wisconsin (259 km nordöstlich) und Wisconsins Hauptstadt Madison (348 km ostnordöstlich).

## Verkehr
Der Iowa State Highway 57 verläuft in West-Ost-Richtung als Hauptstraße durch das Stadtgebiet von Aplington. Alle weiteren Straßen sind untergeordnete Landstraßen, teils unbefestigte Fahrwege sowie innerörtliche Verbindungsstraßen.
Durch Aplington verläuft parallel zum IA 57 eine Eisenbahnlinie für den Frachtverkehr der Canadian National Railway (CN).
Der nächste Flughafen ist der 45 km ostsüdöstlich gelegene Waterloo Regional Airport, von wo aus durch Zubringerflüge mehrerer Fluggesellschaften Anschluss an die Großflughäfen Chicago O’Hare und Minneapolis-Saint Paul besteht.

## Bevölkerung
Nach der Volkszählung im Jahr 2010 lebten in Aplington 1128 Menschen in 461 Haushalten. Die Bevölkerungsdichte betrug 524,7 Einwohner pro Quadratkilometer. In den 461 Haushalten lebten statistisch je 2,36 Personen.
Ethnisch betrachtet setzte sich die Bevölkerung zusammen aus 99,2 Prozent Weißen, 0,1 Prozent (eine Person) Afroamerikanern, 0,2 Prozent Asiaten sowie 0,1 Prozent aus anderen ethnischen Gruppen; 0,4 Prozent stammten von zwei oder mehr Ethnien ab. Unabhängig von der ethnischen Zugehörigkeit waren 0,3 Prozent der Bevölkerung spanischer oder lateinamerikanischer Abstammung.
25,4 Prozent der Bevölkerung waren unter 18 Jahre alt, 48,4 Prozent waren zwischen 18 und 64 und 26,2 Prozent waren 65 Jahre oder älter. 54,0 Prozent der Bevölkerung waren weiblich.
Das mittlere jährliche Einkommen eines Haushalts lag bei 48.000 USD. Das Pro-Kopf-Einkommen betrug 22.273 USD. 13,5 Prozent der Einwohner lebten unterhalb der Armutsgrenze.